# Зятьково
Зя́тьково (рос. Зятьково) — село у складі Панкрушихинського району Алтайського краю, Росія. Адміністративний центр Зятьковської сільської ради.

## Населення
Населення — 773 особи (2010; 1099 у 2002).
Національний склад (станом на 2002 рік):
- росіяни — 85 %